# Jaarlijkse gang
De jaarlijkse gang is het verloop van de weerselementen gedurende de loop van een jaar. Deze seizoensveranderingen vinden plaats onder invloed van de schijnbare jaarlijkse beweging door de variatie van de declinatie van de zon gedurende een jaar. Het effect van het verschil in afstand tussen zon en aarde gedurende het jaar is zeer klein. De jaarlijkse gang is te herkennen in het verloop van de zonnestraling, aardse straling, luchttemperatuur, luchtdruk, wind, bewolking, bedekkingsgraad en de luchtvochtigheid. Ook het ozongehalte vertoont een duidelijke jaarlijkse gang met een maximum in het voorjaar.
Bij een zeeklimaat heeft de luchttemperatuur een kleine jaarlijkse gang. Zo heeft Valentia voor de zuidwestkust van Ierland een jaarlijkse gang van zo'n 8 °C, terwijl deze in Irkoetsk rond de 37 °C bedraagt. De jaarlijkse gang varieert ook met de breedtegraad. Zo bedraagt de jaarlijkse gang in de tropen maar enkele graden en is daar de dagelijkse gang vaak groter. In de westenwindgordels op het noordelijk halfrond is het verschil tussen de oost- en westkust van de oceanen opvallend. In de Atlantische Oceaan is dit verschil nog groter dan in de Grote Oceaan. De westelijke winden voeren in West-Europa zachte, vochtige oceaanlucht aan van boven de relatief warme Golfstroom. Aan de Amerikaanse kust wordt echter vooral koude continentale lucht aangevoerd. De jaarlijkse gang boven West-Europa is dan ook een stuk kleiner dan die van de oostkust van Amerika.
De variaties in luchtdruk hangen samen met die in temperatuur. De algemene circulatie ondervindt daarmee ook seizoensinvloeden. Gedurende het jaar varieert zowel de ligging als de intensiteit van druksystemen en windstelsels.
De jaarlijkse gang van de relatieve luchtvochtigheid varieert met de breedtegraad. Tussen de evenaar en 30° breedte is de relatieve vochtigheid in de zomer hoger dan in de winter, terwijl dit op hogere breedte door de lagere temperaturen in het winter vooral boven de continenten andersom is.
Ook spanningsverschillen tussen het aardoppervlak en de lucht ondervinden de seizoensinvloeden. Boven zee is het verschil klein, maar boven land is er maximum in de winter en een minimum in de zomer, waarmee er ook een jaarlijkse gang is in bliksem en onweer.